# Young Gunz
Young Gunz, bestehend aus den Rappern Young Chris (* 9. März 1983 als Christopher F. Ries) und Young Neef bzw. Neef Buck (* 29. Dezember 1983 als Haneef Muhammad) ist ein US-amerikanisches Rap-Duo aus Nicetown, North Philadelphia in Pennsylvania. Sie waren bei dem HipHop-Label Roc-A-Fella Records, von welchem Jay-Z auch der Mitgründer ist, unter Vertrag.
Young Gunz’ Debüt-Single, Can’t Stop, Won’t Stop, war in den Top 20 der US-Billboard-Charts im Jahre 2003.

## Diskografie

### Studioalben
| Jahr | Titel                 | Höchstplatzierung, Gesamtwochen, AuszeichnungChartsChartplatzierungen (Jahr, Titel, Platzierungen, Wochen, Auszeichnungen, Anmerkungen) | Anmerkungen                            |
| Jahr | Titel                 | US | Anmerkungen                            |
| ---- | --------------------- | --- | -------------------------------------- |
| 2004 | Tough Luv             | US3 (11 Wo.)US | Erstveröffentlichung: 24. Februar 2004 |
| 2005 | Brothers from Another | US15 (5 Wo.)US | Erstveröffentlichung: 24. Mai 2005     |

Mixtapes
- 2003: Youngest in Charge Vol.1
- 2004: Get In Where You Fit In
- 2005: Get In Where U Fit In, Pt. 2
- 2007: Rapid Fire
- 2010: Back to Business

### Singles
| Jahr | Titel Album                      | Höchstplatzierung, Gesamtwochen, AuszeichnungChartsChartplatzierungen (Jahr, Titel, Album, Platzierungen, Wochen, Auszeichnungen, Anmerkungen) | Anmerkungen                                  |
| Jahr | Titel Album                      | US | Anmerkungen                                  |
| ---- | -------------------------------- | --- | -------------------------------------------- |
| 2003 | Can’t Stop, Won’t Stop Tough Luv | US14 (20 Wo.)US | Erstveröffentlichung: Juli 2003              |
| 2004 | No Better Love Tough Luv         | US36 (14 Wo.)US | Erstveröffentlichung: Januar 2004 feat. Rell |

Weitere Singles
- 2004: Friday Night
- 2005: Set It Off (feat. Swizz Beatz)
- 2005: Don’t Keep Me Waiting (Come Back Soon) (feat. Slim)